# Илзе Тилш
Илзе Тилш (на немски: Ilse Tielsch) с рождено име Илзе Фелцман е австрийска писателка, авторка на стихотворения, романи, разкази, есета и радиопиеси.

## Биография
Илзе Тилш е родена през 1929 г. в чешкия град Хустопече. Баща ѝ е лекар и музиколог. Учи в гимназията на Микулов.
През април 1945 г. бяга от приближаващия фронт през Втората световна война и намира прием в австрийско селско стопанство в Шлирбах.
От септември 1945 г. продължава гимназиалното си образование в Линц, а през 1948 г. полага матура във Виена.
През 1949 г. Илзе получава австрийско гражданство и се жени за лекаря Рудолф Тилш, с когото имат четири деца. Две от децата си загубват рано.
Илзе Тилш следва журналистика и германистика във Виенския университет и през 1953 г. защитава докторска теза на тема „Седмичникът Ди Цайт като огледало на литературния и културния живот във Виена от началото на века“.
Работи в различни ежедневници и седмичници, а от 1955 до 1964 г. преподава във виенско професионално търговско училище.
Оттогава живее във Виена като писателка на свободна практика.
Илзе Тилш пише поезия, романи и проза. Член е на Австрийското литературно дружество и на австрийския ПЕН клуб.
Под впечатление на омразата и нетърпимостта между народите създава романова трилогия. В нея разглежда темата за загубата на отечеството и историята на немскоезачна Моравия.
Творби на песателката са преведени на 20 езика и са публикувани в 22 страни.

### Поезия
- 1964: In meinem Orangengarten
- 1967: Herbst mein Segel
- 1970: Anrufung des Mondes
- 1975: Regenzeit
- 1981: Nicht beweisbar
- 1986: Zwischenbericht
- 1998: Lob der Fremdheit
- 2004: Ausgewählte Gedichte
- 2010: Dorn im Fleisch. Ausgewählte Gedichte – Cierń w ciele
- 2011: Manchmal ein Traum, der nach Salz schmeckt. Gesammelte Gedichte

### Проза
- 1969: Südmährische Sagen
- 1974: Begegnungen in einer steirischen Jausenstation, Erzählungen
- 1977: Ein Elefant in unserer Straße, Erzählungen
- 1979: Erinnerung mit Bäumen, Erzählung
- 1980: Die Ahnenpyramide (Romantrilogie I)
- 1982: Heimatsuchen (Romantrilogie II)
- 1984: Fremder Strand, Erzählung
- 1987: Der Solitär, Erzählung
- 1988: Die Früchte der Tränen (Romantrilogie III)
- 1991: Die Zerstörung der Bilder
- 1999: Eine Winterreise, Prosa

Зимно пътуване, изд.: Пик, В. Търново (2001), прев. Екатерина Клайн
Завръщане при Катрин, Разкази и стихотворения, изд.: Пик, В. Търново (1999), прев. Екатерина Клайн
- 2000: Der August gibt dem Bauern Lust, Geschichten
- 2006: Das letzte Jahr, Roman (2017: Neuauflage)
- 2009: Unterwegs. Reisenotizen und andere Aufschreibungen
- 2014: Von der Freiheit schreiben zu dürfen

### Есета
- 1991: Aus meinem Ägyptischen Tagebuch
- 1993: SchriftstellerIn? Um Gottes Willen! Vom Schreiben und vom Vorlesen

### Радиопиеси
- 1970: Der Zug hält nicht in Bevignon
- 1971: Ein Licht im Nebel
- 1971: Begräbnis eines alten Mannes
- 1996: Gespräch mit dem Lehrer Leopold H.

## Награди и отличия
- 1964: Förderungspreis der Theodor-Körner-Stiftung
- 1971: Boga-Tinti-Lyrikpreis des Presseclubs Concordia
- 1971: Würdigungspreis des Landes Niederösterreich f. Literatur
- 1975: Erzählerpreis des Autorenkolloquiums u. Preis d. Schülerjury Neheim-Hüsten
- 1972: Ehrengabe zum Andreas Gryphius-Preis
- 1981: Südmährischer Kulturpreis
- 1983: Sudetendeutscher Kulturpreis
- 1987: Preis der Harzburger Literaturtage
- 1989: „Награда Андреас Грифиус“
- 1989: „Награда Антон Вилдганс“
- 1989: Österreichisches Ehrenkreuz für Wissenschaft und Kunst
- 1995: Wolfgang Amadeus Mozart-Preis der Goethe-Stiftung Basel
- 1998: Schönhengster Kulturpreis
- 1998: „Награда Айхендорф“
- 2000: Goldenes Ehrenzeichen für Verdienste um das Land Wien
- 2017: „Награда Франц Теодор Чокор“ за цялостно творчество[1]